# The Ocean Race

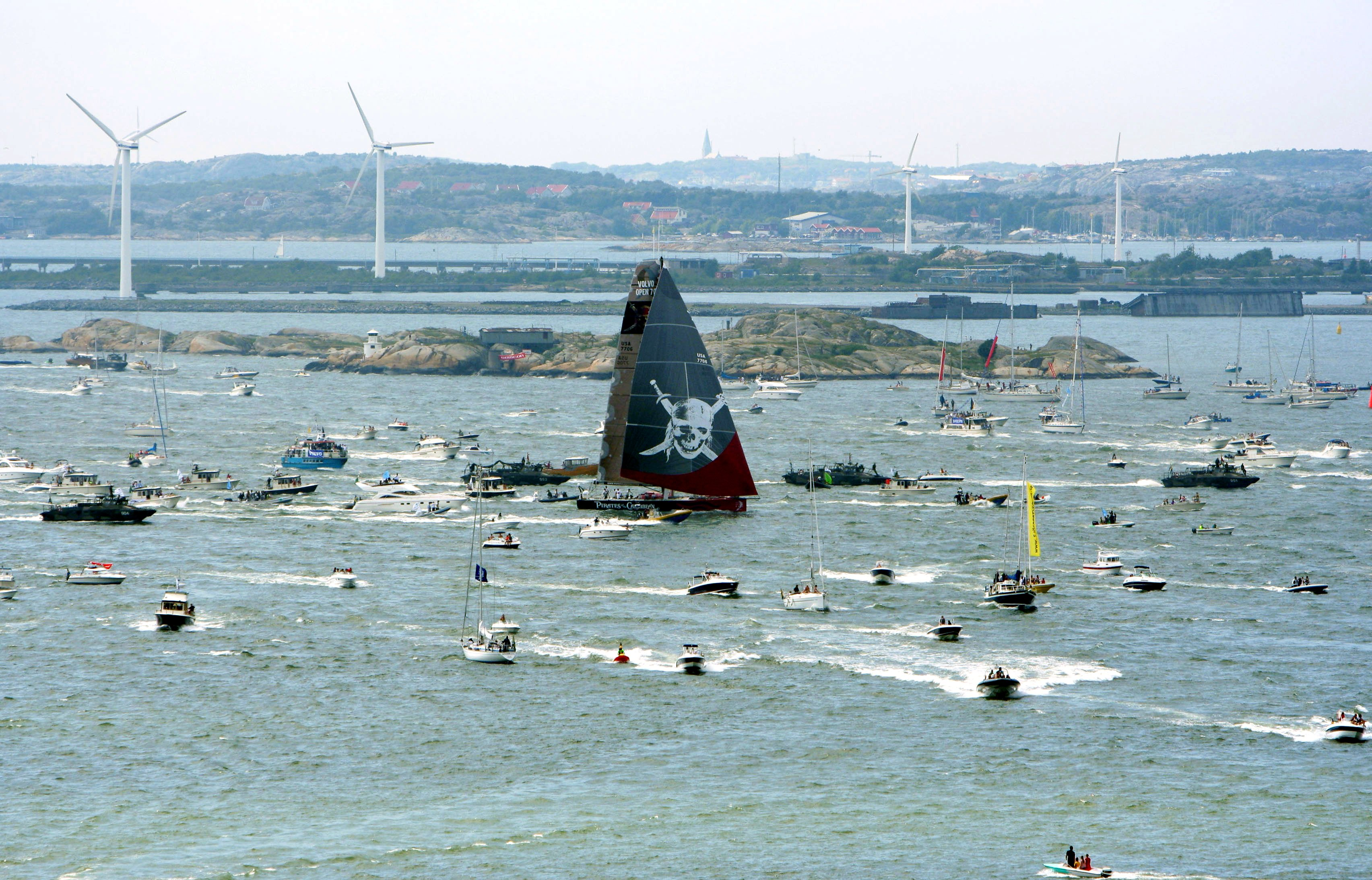
"Pirates of the Caribbean vid målgång i Göteborg 2006.

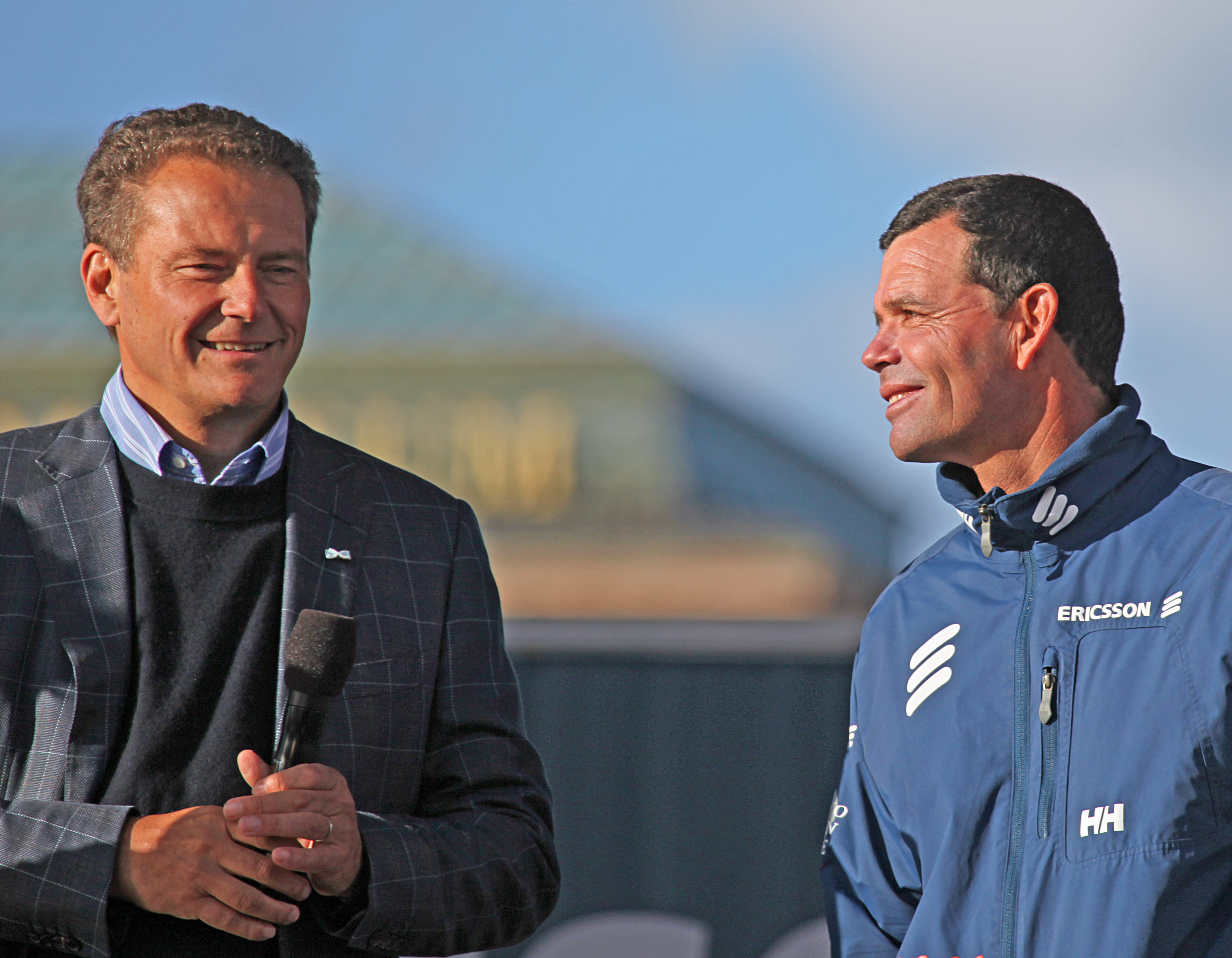
AB Volvos styrelseordförande Carl-Henric Svanberg och skeppare Torben Grael, Ericsson 4, totalvinnare av Volvo Ocean Race 2009

The Ocean Race (tidigare Whitbread Round the World Race och Volvo Ocean Race) är en kappsegling jorden runt, som hålls vart tredje år. Tävlingen var mellan 2001 och 2019 uppkallad efter varumärket Volvo och sponsrades gemensamt av AB Volvo och Volvo Personvagnar.
Loppet avgår normalt från Europa i september eller oktober. Rutten ändras för att besöka olika hamnar, och har under de senaste åren haft antingen 9 eller 10 ben (etapper), med in-port tävlingar på många av de olika stopover-städerna.

## Historik

### Översikt
Loppet har genom åren gått via ungefär följande delmål:
- Start i Europa, oftast Storbritannien eller Spanien
- Delmål i Sydafrika, normalt Kapstaden
- Delmål i Mellanöstern
- Delmål i Asien
- Delmål i Australien eller Nya Zeeland
- Till Sydamerikas östkust runt Kap Horn, oftast Brasilien.
- Oftast delmål i USA.
- Slutmål i Europa, ofta Storbritannien. När Volvo tog över som sponsor till tävlingen före 2001 års tävling lades slutmålet i Göteborg.

Till 2005-2006 års kappsegling användes VO 70-båtar, som är större än de tidigare, och är försedda med ett sinnrikt system för att ändra kölens lutning i sidled. Konstruktionen utsätts för hårda påkänningar, och flera av båtarna hade svåra problem med att den inte var kraftig nog. Inför Volvo Ocean Race infördes en ny entypsbåt i Volvo Ocean Race kallad Volvo Ocean 65 och samtliga lag seglar nu med identiska båtar som producerats av tävlingen.

### Början 1973
Den första tävlingen med namnet Whitbread Round the World Race arrangerades i september 1973 med 16 deltagare från åtta nationer. De kom från England, Frankrike, Italien, Mexiko, Polen, Sydafrika, Sverige och Tyskland. Den gick över 27 000 engelska sjömil från Portsmouth i England över bland annat Kapstaden, Sydney och Rio de Janeiro. I sydliga farvatten miste tre personer sina liv. Tävlingen organiserades av Royal Naval Sailing Accociation och uppkallades efter ett bryggeri som var sponsor.  Det första fartyget i målhamnen var Great Britain II efter 144 dagar och 10 timmar. Den beräknade genomsnittliga hastigheten var 7,6 knop. Ofullständiga tidsberäkningar medförde att fartyget Sayula II från Mexiko tilldelades segern.
Året 1977 var Great Britain II efter 134 dagar och 12 timmar åter först i mål och denna gång fick besättningen utmärkelsen som vinnare. Redan i slutet av samma år och 1978 hölls nästa tävling som vanns av Flyer under kapten Connie van Reitschoten från Nederländerna. Under tävlingen 1981 besöktes Auckland i Nya Zeeland och Mar del Plata i Argentina i stället för Sydney och Rio de Janeiro. Vinnaren var åter Flyer efter hård kamp mot Ceramco från Nya Zeeland.
Året 1985 hade varje deltagare sponsorer och tävlingen vanns av fartyget L'esprit d'équipe från Frankrike under redaren Lionel Péan. På grund av oroligheter i Sydafrika besöktes 1989 hamnstäder i USA och Australien. Tävlingen var med 33 000 engelska sjömil längre och den hade andra vindförhållanden. Därför designades en ny typ av segelfartyg.

### Whitbread Round The World Race 1997-1998
Whitbread Round the World Race hade följande stopp:
Start i Southampton, Storbritannien
1. Kapstaden, Sydafrika
2. Fremantle, Australien
3. Sydney, Australien
4. Auckland, Nya Zeeland
5. Sao Sebastiao, Brasilien
6. Fort Lauderdale, USA
7. Baltimore, USA
8. La Rochelle, Frankrike
9. Southampton, Storbritannien

Slutställning:
1. EF Language
2. Merit Cup
3. Swedish Match
4. Innovation Kvaerner
5. Silk Cut
6. Chessie Racing
7. Toshiba
8. Brunel Sunergy
9. EF Education

### Volvo Ocean Race 2001-2002
Tävlingen, som hade bytt namn till Volvo Ocean Race hade följande stopp:
Start i Southampton, Storbritannien
1. Kapstaden, Sydafrika
2. Sydney, Australien
3. Auckland, Nya Zeeland
4. Rio de Janeiro, Brasilien
5. Miami, USA
6. Baltimore, USA
7. La Rochelle, Frankrike
8. Göteborg, Sverige
9. Kiel, Tyskland

Slutställning:
1. Illbruck Challenge
2. Assa Abloy
3. Amer Sports One
4. Team Tyco
5. Team News Corp
6. Djuice Dragons
7. Team SEB
8. Amer Sports Too

### Volvo Ocean Race 2005-2006
Ben (delsträckor)
1. Vigo - Kapstaden
2. Kapstaden - Melbourne
3. Melbourne - Wellington
4. Wellington - Rio de Janeiro
5. Rio de Janeiro - Baltimore
6. Annapolis - New York
7. New York - Portsmouth
8. Portsmouth - Rotterdam
9. Rotterdam - Göteborg

Slutställning
1. Abn Amro 1
2. Abn Amro 2
3. Pirates of the Caribbean
4. Movistar
5. Brasil 1
6. Ericsson
7. Brunel

-  Movistar. Båten skadades svårt i Atlanten söder om de brittiska öarna under slutet av ben 7. och måste överges. Kölen lossnade, och båten tog in vatten och sjönk till botten. Besättningen räddades till en konkurrent.

### Volvo Ocean Race 2008-2009
Tävlingen hade följande stopp:
Start i Alicante, Spanien/Medelhavet
1. Kapstaden, Sydafrika
2. Kochi,  Indien (det hade aldrig förekommit en hamn i Asien förut i tävlingen)
3. Singapore,  Singapore
4. Qingdao,  Kina
5. Rio de Janeiro, Brasilien (den längsta etappen någonsin i tävlingen)
6. Galway, Irland
7. Marstrand, Sverige
8. Stockholm, Sverige
9. Sankt Petersburg, Ryssland/Östersjön

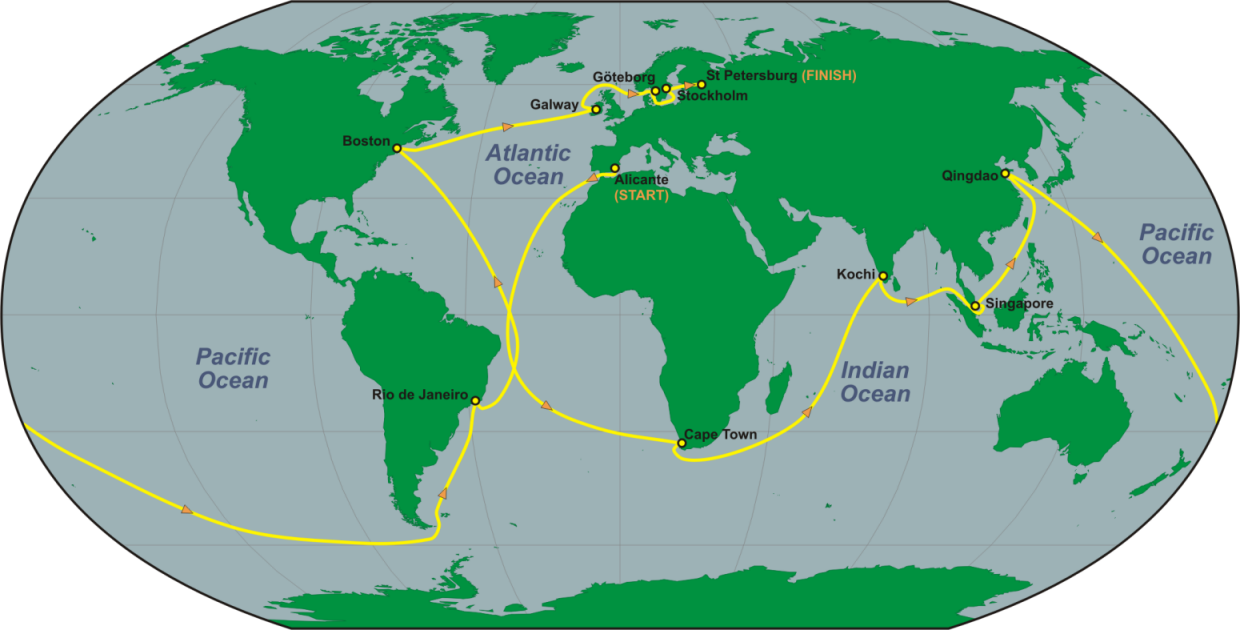
Volvo Ocean Race 2008-2009

Slutställning:
1. Ericsson 4
2. Puma Ocean Racing
3. Telefonica Blue
4. Ericsson 3
5. Green Dragon
6. Telefonica Black
7. Team Delta Lloyd
8. Team Russia

### Volvo Ocean Race 2011-2012
Tävlingen hade följande stopp:
Start i Alicante, Spanien/Medelhavet
1. Kapstaden, Sydafrika
2. Abu Dhabi, Förenade Arabemiraten
3. Sanya, Kina
4. Auckland, Nya Zeeland
5. Itajaí, Brasilien
6. Miami, USA
7. Lissabon, Portugal
8. Lorient, Frankrike
9. Galway, Irland

Slutställning:
1. Groupama, Frankrike
2. Camper, Nya Zeeland
3. Puma Ocean Racing, USA
4. Team Telefónica, Spanien
5. Team Abu Dhabi, UAE
6. Team Sanya, Kina

### Volvo Ocean Race 2014-2015
Volvo Ocean Race 2014-15 startar den 4 oktober i Alicante, Spanien med ett inledande In-port Race- En vecka senare går starten för den första etappen av den nio månader långe tävlingen runt jorden. Båtarna väntas nå mållinjen för den sista etappen till Göteborg runt den 21 juni 2015.
För första gången i tävlingens historia tävlar samtliga lag i exakt likadana båtar som är en ny båttyp kallad Volvo Ocean 65. Sju lag kommer att vara med på startlinjen och det första laget som tillkännagav sitt deltagande var svenska Team SCA som tävlar med en helt kvinnlig besättning. Den svenska havskappseglaren Martin Strömberg är den enda svenska seglaren i tävlingen och han seglar ombord på den kinesiska båten Dongfeng Race Team.
Tävlingen har följande stopp:
Start i Alicante, Spanien/Medelhavet
1. Kapstaden, Sydafrika
2. Abu Dhabi, Förenade Arabemiraten
3. Sanya, Kina
4. Auckland, Nya Zeeland
5. Itajaí, Brasilien
6. Newport (Rhode Island), USA
7. Lissabon, Portugal
8. Lorient, Frankrike
9. Haag, Nederlädenderna (24 timmar långt depåstopp)
10. Göteborg, Sverige

Tävlande lag:
- Team SCA, Sverige
- Abu Dhabi Ocean Racing, UAE
- Team Brunel, Nederländerna
- Dongfeng Race Team, Kina
- Team Alvimedica, USA/Turkiet
- Team Vestas Wind, Danmark
- MAPFRE, Spanien

### Volvo Ocean Race 2017-2018
Volvo Ocean Race 2017-18 startar den 22 oktober i Alicante, Spanien. Mållinjen för den sista etappen är förlagd till Haag, Nederländerna.
Tävlingen har följande stopp:
Start i Alicante, Spanien/Medelhavet
1. Lissabon, Portugal
2. Kapstaden, Sydafrika
3. Hongkong, Kina
4. Guangzhou, Kina
5. Auckland, Nya Zeeland
6. Itajaí, Brasilien
7. Newport, Rhode Island, USA
8. Cardiff, Storbritannien
9. Göteborg, Sverige
10. Haag, Nederländerna

Tävlande lag:
- Team AkzoNobel
- Donfeng race team
- Mapfre
- Vestas
- Team Brunel
- Turn the Tide on Plastic
- Team Sun Hung Kai/ Scallywag

## Vinnare av Whitbread Round The World Race / Volvo Ocean Race
| År        | Namn                   | Rorsman                  | Båttyp   | Segelnr  | Klubb | Land                  | Tid/Poäng    |
| --------- | ---------------------- | ------------------------ | -------- | -------- | ----- | --------------------- | ------------ |
| 1973-1974 | Sayula II              | Ramon Carlin             | Swan 65  | MEX 7208 |       | Mexiko                | 133:13       |
| 1977-1978 | Flyer                  | Cornelis van Rietschoten |          | NED 2398 |       | Nederländerna         | 119:01:00:36 |
| 1981-1982 | Flyer II               | Cornelis van Rietschoten | Maxi     |          |       | Nederländerna         | 119:01:12:48 |
| 1985-1986 | L'Esprit d'Equipe      | Lionel Péan              | Maxi     | FRA 8333 |       | Frankrike             | 111:23:09:49 |
| 1989-1990 | Steinlager II          | Peter Blake              | Maxi     | NZL 2    |       | Nya Zeeland           | 128:09:40:30 |
| 1993-1994 | NZ Endeavour           | Grant Dalton             | Maxi     |          |       | Nya Zeeland           | 120:14:55:00 |
| 1997-1998 | EF Language            | Paul Cayard              | W 60     |          |       | Sverige               | 836 poäng    |
| 2001-2002 | illbruck               | John Kostecki            | VO 60    | GER 4014 |       | Tyskland              | 61 poäng     |
| 2005-2006 | ABN Amro 1             | Mike Sanderson           | VO 70    | NED 1    |       | Nederländerna         | 96 poäng     |
| 2008-2009 | Ericsson 4             | Torben Grael             | VO 70    | SWE 4    |       | Sverige               | 114,5 poäng  |
| 2011-2012 | Groupama 4             | Franck Cammas            | VO 70    | FRA 17   |       | Frankrike             | 253 poäng    |
| 2014-2015 | Abu Dhabi Ocean Racing | Ian Walker               | VO 65    |          |       | Förenade Arabemiraten | 55 poäng     |
| 2017-2018 | Dongfeng Race Team     | Charles Caudrelier       | VO 65    |          |       | Kina                  | 73 poäng     |
| 2023      |                        |                          | IMOCA 60 |          |       |                       |              |
| 2023      |                        | VO 65                    |          |          |       |                       |              |